# رفعت صفدي
رفعت خالد صفدي من مواليد 24/1/1965 طبيب ومختص بارز محليًا ودوليًا في مجال أمراض الجهاز الهضمي والكبد، مدير أقسام الكبد في مستشفى هداسا عين كارم ومستشفى العائلة المقدسة في الناصرة. محاضر في كلية الطب في الجامعة العبرية، أبحاثه العلمية تتمحور في مجال أبحاثه العلمية تتمحور في مجال تدهن، تشمع، فيروسات وسرطانات الكبد وتطوير ابتكارات لتقنيات علاجيه.[بحاجة لمصدر]

## نشأته ودراسته
نشأ صفدي وترعرع في مدينة الناصرة الجليلية، هو الابن الثالث لعائله مكونة من ستة إخوة وأخوات. تلقى تعليمه الابتدائي في مدرسة الحلاونجي في الناصرة، والثانوي في إكليريكية وثانوية القديس يوسف (المطران) في الناصرة ليتخرج منها عام 1983. أما دراسة الطب فتعلمها في كلية الطب في الجامعة العبرية في القدس، من بعدها تخصص في الطب الباطني ثم في أمراض الجهاز الهضمي والكبد في عام 1993. بدأ يعمل كطبيب في وحدة أمراض الكبد في مستشفى هداسا وفي عام 2011 أصبح رئيسا للوحدة. يشمل تخصصه عدة مجالات منها مجال وبائيات الكبد الڤيروسية، أمراض تدهّن الكبد، التهابات الكبد المناعية الذاتية على تعداد اشكالها (التهابات كبد مناعيه، التهابات مراريه مناعيه، تصلب مراري وأخرى)، ترسبات كبد نحاسيه (ويلسون) وحديدية (هيموخروماتوزيس)، تليف الكبد الصفراوي الأولي، الكبد الدهني، مرض كرون، التهاب القولون التقرحي، الاضطرابات الهضمية وغيرها.[بحاجة لمصدر]

## إنجازات علمية
من بين أبرز إنجازات البروفيسور صفدي، تمكنه هو وفريقه من تحقيق اختراق وانجاز كبير في دراسة الكبد الدهني والسرطان. وقد حصل عمله البحثي على اعتراف واحترام أطر مهنية وعلمية في إسرائيل والخارج وقد تم نشر نتائج البحوث في أكثر من 180 مجلة علمية وطبية في العالم. وقد سجّلت له أكثر من 10 براءات اختراع علمية في الولايات المتحدة وهي قيد التطوير إلى علاجات وسبل تشخيص طبية حديثه. تتمركز هذه البراءات العلمية في كل من معالجة تدهن، ألياف وسرطان الكبد. هذا بالإضافة إلى نشاطاته الاجتماعية والطبية ومساهماته في نشر الوعي وتطوير الخدمات والبحث من أجل مرضى الكبد في المجتمع العربي والبلاد والعالم.[بحاجة لمصدر]

## مناصب شغلها ويشغلها
شغل مناصب عالمية ومحلية عديدة منها:[بحاجة لمصدر]
- عضو إدارة في المجلس العلمي والمجلس التنفيذي للجمعية الأوروبية لدراسة الكبد 2007-2010
- عضوا في اللجنة الاستشارية للشؤون الخارجية للجمعيه الأمريكية لأمراض لدراسة أمراض الكبد 2011-2013
- رئيس الجمعية الإسرائيلية لأمراض الكبد 2014-2016
- مستشار رئيسي لتعزيز التكنولوجيات الجديدة في وزارة الصحة الاسرائيليه لامراض الكبد
- حالياً يشغل عضو في لجنة المجلس الوطني لأمراض الجهاز الهضمي وأمراض الكبد التابع لوزارة الصحة.
- عضو وأمين الصندوق للجمعية الاسرائيليه للجهاز الهضمي، الكبد والتغذية

## منح وجوائز
حصل صفدي خلال مسيرته العلمية على عدد كبير من الجوائز والمنح العلمية وله ما يزيد عن مئة وعشرين إصدار علمي وبحثي اكاديمي.[بحاجة لمصدر]

## مقابلات ومحاضرات
- مقابلة في قناة مساواة 18/4/2016
- مقابلة في قناة مكان التربوية في برنامج كيفك أنت 27/10/2015
- مقابلة في قناة مساواة بمناسبة اليوم العالمي للسكري وتداعياته على الكبد 14/11/2017
- محاضرة بعنوان: الطريق إلى الصحة - الاندماج الاجتماعي والمهني بعد زراعة الكبد